# Робне куће Београд
Робне куће Београд је ланац који чине 34 робне куће широм Србије и Црне Горе. Радомир Живанић, власник компаније Верано Моторс, купио је компанију Робне куће Београд а. д. 29. октобра 2007. године.

## Галерија
- Робна кућа „Београд” у Лесковцу.